# Бургињон (Об)
Бургињон (фр. Bourguignons) насеље је и општина у североисточној Француској у региону Шампања-Ардени, у департману Об која припада префектури Троа.
По подацима из 2011. године у општини је живело 273 становника, а густина насељености је износила 16,63 становника/km². Општина се простире на површини од 16,42 km². Налази се на средњој надморској висини од 168 метара.

## Демографија
| 1962. | 1968. | 1975. | 1982. | 1990. | 1999. | 2011. |
| ----- | ----- | ----- | ----- | ----- | ----- | ----- |
| 233   | 256   | 219   | 220   | 261   | 280   | 273   |

График промене броја становника у току последњих година